# Ahegao

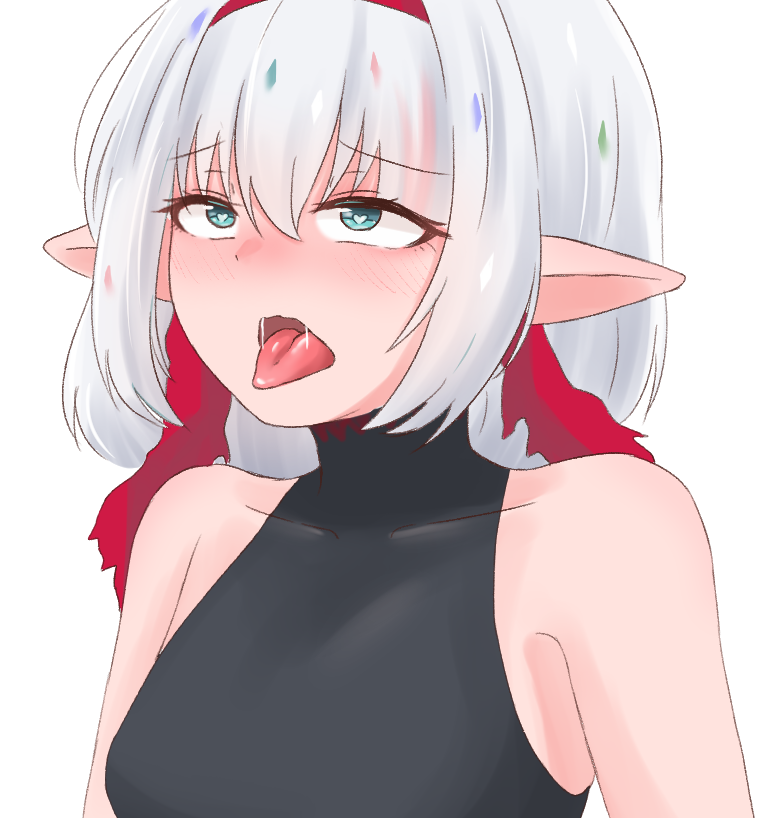
Image d’un ahegao (anime).

Belle Delphine.

 (août 2019).
Ahegao (アヘ顔) est un terme de la pornographie japonaise désignant une expression faciale exagérée des personnages (généralement des femmes) pendant l'acte sexuel, généralement avec des yeux roulants ou croisés, une langue saillante et un visage légèrement rougi, pour montrer le plaisir ou l'extase. Ce style est souvent utilisé dans les mangas érotiques, les animes (hentai) et les jeux vidéo (erogē).

## Histoire
Aussi connu sous le nom de O-Face, le terme ahegao remonte au moins au début des années 1990. Les magazines pornographiques utilisaient ce mot pour décrire les expressions faciales des actrices pornographiques en direct pendant l'orgasme. Dans le même contexte, ahegao a été utilisé dans certaines publications de 2channel et de sa communauté sœur de contenu pour adultes, BBSPink, ainsi que dans des vidéos pornographiques sur des plateformes de commerce électronique pour adultes au début des années 2000,.
Au milieu des années 2000, l'utilisation du terme a augmenté, et le style de dessin est devenu assez conventionnel et a commencé à se répandre dans la culture otaku. En 2008, la première anthologie de doujin comics sur le thème de l'ahegao, A-H-E, a été publiée. Dans les années 2010, les grands éditeurs ont produit d'autres anthologies de bandes dessinées sur le thème de l'ahegao. A cette époque, l'expression faciale était présente dans des vidéos pornographiques régulières pendant la popularisation des fétiches hentai dans l'industrie du sexe dans la vie réelle.
En outre, les expressions faciales exagérées de type ahegao apparaissent parfois dans des œuvres animées et mangas normaux, dans un contexte non sexuel.

## Description
Les caractéristiques typiques sont des yeux roulés ou croisés, une langue pendante et des joues rouges. La forme générale du visage d'un personnage peut également être déformée dans les scènes d'ahegao. Les représentations d'ahegao sont souvent dessinées de manière intentionnellement exagérée pour créer un effet surréaliste. Un visage ahegao présentant différents niveaux de distorsion est utilisé pour représenter différents degrés d'excitation sexuelle,. L'ahegao indique que le plaisir ressenti est si puissant que le personnage perd le contrôle de son expression faciale.
Si le terme ahegao est souvent utilisé dans les mangas, anime et jeux vidéo pornographiques, il n'est pas exclusivement réservé au hentai. Un certain nombre d'œuvres non adultes présentent des visages ahegao, souvent dans une optique de parodie pornographique.

## Étymologie
La première partie du terme, ahe (katakana : アヘ ; non représentable en kanji) est une abréviation de aheahe (アヘアヘ), une onomatopée pour « haleter » ou « gémir ». La deuxième partie, gao (顔) est un kanji et signifie « visage » en japonais,. Ainsi, ahegao peut être interprété comme « visage gémissant » ou « haletant », ou plus librement comme « visage bizarre ».
Un autre terme similaire à ahegao est ikigao (イキガオ) qui signifie « visage qui jouit ». La différence entre le style artistique ahegao et ikigao est le dessin plus réaliste utilisé pour ikigao, que l'on retrouve dans des œuvres relativement plus grand public.

## Mème Internet et réseau social
Selon un article du site de jeux pour adultes Nutaku, l'ahegao combiné au signe de la paix est devenu un mème Internet au Japon, connu sous le nom de ahegao double peace (アヘ顔ダブルピース),. En 2018, Belle Delphine a attiré la couverture de divers médias pour ses publications sur Instagram qui mettaient souvent en scène des expressions ahegao,,.

## Vêtementsahegao
En 2015, une image de l'artiste hentai Hirame représentant divers personnages d'anime avec le visage ahegao a fait le tour d'internet. Le 16 mars 2016, l'image a été enregistrée comme étant utilisée dans des étuis de téléphone, des oreillers et des sacs en Corée du Sud. Plus tard dans l'année, les images sont apparues sur des vêtements. En mai 2017, ces images ont commencé à apparaître dans la mode occidentale, les vêtements représentant entre autres une image du hentai Danke Dankei Revolution d'Asanagi. Cette version est désormais vendue par l'éditeur de hentai anglophone Fakku. Les vêtements ont suscité un débat sur la question de savoir si les représentations sur les vêtements sont sexistes.

### Interdiction des vêtementsahegao
En janvier 2020, plusieurs conventions d'anime à travers les États-Unis ont interdit les vêtements ahegao sur leurs terrains. Les visiteurs portant ces vêtements sont interdits d'accès à l'événement. Cela a conduit à une discussion controversée dans la communauté mondiale des anime,.

### Dépôt de la marque et procès
La société chinoise Shenzhen Guangcai Trading a déposé un enregistrement de marque pour le terme ahegao en septembre 2018 et a obtenu l'approbation de l'Office des brevets et des marques des États-Unis le 23 avril 2019. Le 27 juillet 2020, Jacob Grady PDG de l'éditeur de hentai Fakku! a annoncé contester l'enregistrement de la marque et a accusé la société d'utiliser des œuvres volées.